# Cedrobaena
Cedrobaena is een geslacht van uitgestorven schildpadden die leefden in de Cedar Point Quarry uit het Tiffanien van Wyoming en in de Hell Creek-formatie uit het Laat-Maastrichtien of het vroege Danien, Verenigde Staten. Het werd voor het eerst benoemd door Tyler R. Lyson en Walter G. Joyce in 2009. De typesoort is Plesiobaena putorius Gaffney 1972. De geslachtsnaam verwijst naar de Cedar Point Quarry en het geslacht Baena. De soortaanduiding betekent 'bunzing', polecat in het Engels.
Het holotype is YPM PU 14984, een schedel op 5 juli 1949 door een team van Princeton gevonden bij de Polecat Bench.